# 綠壩·花季護航
綠壩·花季護航（简称綠壩或綠航）是中國大陸的一款内容控制软件。安裝軟體的目的在於保護未成年電腦使用者，防止他們瀏覽色情網站等有害內容，但過濾的準確度过低。另外該軟件可過濾一些政治敏感的信息，因而有观点认为这一软件是政府進行網路審查的工具之一。政府大规模推行软件预装措施招致诸多民众和媒体异议。中國大陸政府原定於2009年7月1日起，要求在中國大陸新生產和銷售的電腦進行全面預裝，后迫于舆论压力而表示无限期推迟该规定。
面對此爭議，軟體生產公司發言人則稱該強制措施并不適用於成年人；即用戶可以選擇不安裝綠壩軟體。同时官方也宣稱，上网过滤软件可自选安装，不会进行任何监控。

## 历史

### 製作
2008年1月14日（一说16日），原信息產業部公开征集绿色上网过滤软件，征集截止日期为10天后的2008年1月24日。一星期後在《中國採購網》公告《綠色上網過濾軟件產品一年使用權及相關服務採購競爭性談判邀請函》要求採購軟件。
2008年5月20日，工业和信息化部（工信部）确定征集结果，鄭州金惠計算機系統工程有限公司（郑州金惠）的“金惠堵截黄色图像及不良信息专家系统”和北京大正語言知識處理科技有限公司（北京大正）的“花季护航上网管理软件”两款产品中标（后来这两款产品被组合，並更名为“绿坝·花季护航”），工信部以4,170万元人民币采购該兩家公司合作研發的“绿坝·花季护航”软件，提供给网民免费下载，至2010年5月20日後軟件的基本功能將繼續免費，今後也不會向用戶收取任何費用。
至於軟體製作分工方面，鄭州金惠負責图像过滤軟體開發，北京大正負責輸入封鎖內容。
據以往營銷記錄統計，該兩公司均與中國軍方和安全部門有所合作。其中，北京大正曾於2005年協助解放軍裝甲兵工程學院開發截取機密文件的資安系統；而鄭州金惠則與解放軍信息工程大學有所長期技術合作，並協助該大學提升圖像辨識技術。惟金惠方面對此消息否認，該公司聲稱他們並未與中國軍方合作過，僅曾協助公安部打擊色情小说。

### 推廣試用
2009年4月1日，教育部、財政部、工業和信息化部、國務院新聞辦聯合發出《關於做好中小學校園網絡綠色上網過濾軟件安裝使用工作的通知》，決定為各中小學校聯網的計算機終端免費提供綠色上網過濾軟件，此外亦提供中國各機關及個人用戶免費下載；同年7月1日起將此建構綠壩工作推展至全國。以官方口徑，以「綠網工程」代稱的措舉是為了「改變世界成就未來」、「建構綠色、健康與和諧的網絡環境」及「使用技術手段為全國青少年築起一道網絡『綠色屏障』」及「散播綠色的種子，收獲金色的希望」。
2009年初「家電下鄉」項目中下鄉的電腦，亦已預裝該軟件。

### 全面预裝
2009年5月19日，中國工業和信息化部下发《关于计算机预装绿色上网过滤软件的通知》，通知要求2009年7月1日之后在中华人民共和国境内生产、销售的个人计算机出厂时应预装最新版本“绿坝·花季护航”，软件应预装在计算机硬盘或光盘内。
2009年6月30日，中國工業和信息化部宣布暫緩要求所有由7月1日起出售的電腦強制预裝该軟件的規定。

### 取消預裝
2009年8月13日，中国工业和信息化部部长李毅中表示下一步安装和预装绿坝软件的方案将广泛根据各方面的意见而定。但他亦强调学校和网吧等公众场合的电脑上仍将安装该软件。对于之前工信部的决定，他解释说这件事的本意是“按市场规则、按自愿的原则办的”，但缺点在于通知中没有考虑周全，“给大家的印象好像是强制性的”。

### 項目組解散
2010年6日底，綠壩軟體北京項目組因缺乏經費，將其工作人員遣散。7月16日新京報報道，鄭州項目方公司將自費繼續運營綠壩項目，並稱該軟件團隊已減員三分之二近200人。而7月15日，南方都市報記者在鄭州高新區金惠總部，總經理張晨民表示金惠仍運轉正常，「就算工信部不買了，我們也將為繼續這款軟件提供技術支持和服務」。

## 功能

在发现打开的文本存有关键词，或者浏览器页面上带有不良图片时，绿坝会自动终止相应程序的进程，并提示用户说：“此信息不良，将被过滤掉”。

綠壩軟體的过滤功能可以分为色情图像过滤技术和文本过滤技术。
圖像過濾技術以比對圖案方式，過濾網路內容。綠壩的圖像過濾技術能夠利用肤色、人脸、姿态和特殊器官等特征来识别色情圖片。但是软件去掉了金惠公司所研发的图像过滤系统中所用到的色情标准图像特征库的硬卡。
文本过滤技术在於審核網頁內容，避免色情、政治等内容出現。并且辅以大正公司开发的语义分析系统。而黑客破解的关键词数据库中，只有2700个词与色情有关；大约6500左右的词汇则是与政治有关。
此外，软件同时还加入了IP過濾技術，將封禁網站位址，以程式、機械人及驗證資料庫等方式，製作黑名單並予以封鎖。除了可以過濾掉淫穢色情、暴力等信息外，綠坝尚可控制上網時間、限制網上聊天等功能。
在運作方式，綠壩軟體類似以往阻止電腦造訪兒童不宜內容的軟件。该软件是一个数据库系统；能自動封鎖软件数据库中预设的网址黑名单中的网站，也能夠通過網路，從网上資料庫自動更新其黑名單。這種運作方式如同能自動下載最新的反病毒更新的網路程序一樣。

## 反响

### 審查網民
中国政府强制预装该软件的行为引起了不少的质疑和批评。首先报道该事件的《华尔街日报》认为这将有助中国政府加强对互联网的控制，并表示部分分析师担心政府将使用这套软件来过滤政治敏感内容。《纽约时报》的杰安迪提到，言论自由的倡导者担心该软件“将导致中国的三亿互联网用户更难以获得未经审查的新闻和信息”。BBC的Jonathan Fildes提到，政府可能打算借助该软件监视其公民，并记录网民的上网习惯。相应地，胡贲、郭仕鹏也报道说，一些网民担忧其网上的行为遭到窥视，导致其隐私受到侵犯。《华尔街日报》撰稿人刘罡提道，假如中国工信部在其通知中明示计算机用户可以自行选择安装该软件的话，那么这项“好端端的德政”也不会导致众多网民“怒气冲冲”。华南理工大学副教授周云在《长江日报》上发表文章说，政府部门不能将公权力渗透到公民个人的权利领域，否则就是侵犯公民权利与自由。
同时，亦有中國媒体及个人支持中国政府强制安装的决定。中国青年政治学院副教授、博士石国亮认为，政府出资购买该软件的意图，是要让人们将自己的“道德认知转化为道德素质，最后转化成道德能力”。中国青年研究中心青年所副所长邓希泉评论说，要构建孩子们心理上的“绿坝”，成人世界也应建立这样的“绿坝”，进而“把道德提升成为一种能力”。中国青少年心理成长基地主任、北京军区总医院成瘾医学中心主任陶然提到，强制预装的措施有利于保护未成年人的身心健康，有助于对网瘾少年的治疗。除了与陶然有着相同的意见外，中国共青团团中央网络影视中心副主任、中国青少年网络协会秘书长郝向宏还称赞该决定是对“许多家长迫切要求”的积极回应。新华网的颜秉光报道说，在某个网上论坛（原文中未指明）征集的1813份有效用户反馈意见中，共有九成二的用户支持政府的决定，而超过七成用户满意于绿坝的软件产品质量以及支持服务。
而對於中國推遲預裝綠壩一事，中國人民大學教授金灿荣表示此事并非迫于媒体压力的让步，而只是出于综合考虑对实施方案的调整。
美國駐華使館發言人史蒂文森表达了对此事的关注，并將密切關注“任何試圖限制信息自由流動的舉措，並將其視為有悖於中國建立一個現代化、信息型經濟和社會的雄心。”另据《华尔街日报》报道，一名為政府部門測試了新軟件的人员說，软件将阻碍用户浏览屏蔽网站。不少西方媒体表达了该软件可能用于政治用途的忧虑，《华尔街日报》援引哈佛大学柏克曼网络与社会中心的毛向辉与北京博客作者时昭的话提到：该软件含有政治关键词。
除此，「電腦暨通訊產業協會」會長布萊克表示綠壩軟體的安裝「是非常不幸的發展。」他表示該做為明顯是中國企圖加強箝制電腦存取控制與網路自由政策。也認為綠壩軟體的安裝對中國經濟及文化社會都有影響。為此，布萊克會長盼望美國政府部門能與中國政府溝通。
電子業界方面，全中國最大，市佔率達26.7%的聯想集團表示，將檢視所有和其業務有關的法令。電腦市場次大的美國惠普公司（市佔率13%）則承諾將與中國政府合作，並評估著手處理的最好方法。惠普稱，這種合作能確保符合中國政府認定的監管要求。擁有中國第三大電腦市場的戴爾電腦公司則發表聲明，表示正檢視這項要求，並且願意與中國政府官員合作，以了解其適用情況。而微軟公司則抨擊中國的這項規定引起了網路言論自由、網路隱私和網路安全問題，微軟表示，希望中國政府能夠妥善處理。
而其他部份電腦厂商則認為，若要封鎖色情網站，只需從ISP封鎖相關網址即可，實不需大費周章加裝軟體。（事實上，在綠壩之前，中國已利用防火長城和金盾工程系統，封鎖众多境外网站的登入途徑。）他們也指出此項計畫缺乏透明度，執行時間短，將對產業造成困擾；另外，也認為加裝軟體可能會造成電腦主機故障，及導致電腦更易受到駭客攻擊。會如此，茲因綠壩軟體設計能與微軟視窗一起運作可能引起其他軟件系統的當機。雖如此，但包含宏碁、華碩、技嘉等電腦製造商都表示，須了解實際狀況後才會討論因應。
針對這些爭議，中國政府亦有所响應。对内，有法媒报道称中宣部要求中國本地媒体「旗帜鲜明地支持有关部门保护未成年人成长的举措」，不能刊发质疑、批評的言論，对攻击性言论要“及时予以封堵删除”，还应该“加大正面引导力度”。对外，在中华人民共和国外交部记者招待会上，外交部发言人秦刚回答记者问题说：“……如果你有孩子或者你打算要孩子，你应该能理解作为家长对互联网传播有害信息的关切。……中国政府依法管理互联网，为了维护社会公众的利益，防止有害信息在互联网上传播。”
政府对于该软件4170万的巨额投资带来了一些问题。如果个人用户在购买电脑后将软件卸载，对于公共财政也成为一种巨大浪费。该措施也遭到诸多网友讽刺，一些网民认为政府把民众当儿童，部分网友也质疑该举措的合法性。
而预装该软件引起的关注和质疑，并未因为工信部及相关政府部门的解释而平息，2009年6月11日，香港树仁大学教授魏永征、中国青年政治学院副教授周泽正式向国务院递交建议书，认为工信部《关于计算机预装绿色上网过滤软件的通知》违反法规，缺少科学性和合理性，建议国务院撤销该文件。同时，北京瑞风律师事务所律师李方平亦就该软件向工信部提请信息公开及听证的申请。
截止2009年6月16日，在360软件百科上接近20000名网民对该软件进行评价，超過90%网民认为其“差劲”（認為好用的只佔3%），综合评分仅0.5/10；许多网民认为该软件会影响言论自由。而在南方都市报的投票结果显示反对预装绿坝的居多。
在人民网的强国论坛中的投票中也是反对者居多，不过强国论坛的投票结果在2009年6月15日被删除。

### 危害用戶
中國大部份網民擔心開啟軟件後會受到諸多限制，甚至擔心其可能為流氓軟件，極有可能如百度搜霸一樣無法卸載，因此不願使用。经测试，这个软件自身也封锁了一些网站，例如myspace和维基百科，这两个网站当时在中国大陆尚未被封锁，但是在用户安装完绿坝之后，这两个网站就无法访问了。

### 反安裝
因為懷疑其為流氓軟件的擔憂，有网民制作了专杀工具以卸载绿坝。

### 綠壩娘
綠壩娘，亦有綠壩姑娘、綠壩少女、格林達姆（Greendam）等稱呼，是一個把綠壩萌擬人化演繹的角色。因綠壩軟體名稱與界面上有一隻兔子的緣故，常見形象為綠衣綠髮，懷裡抱著一隻兔子外型的魔法少女。

### 對抗宣言和行動
於2009年6月25日開始，網上流傳著一份名為《2009匿名網民宣言》。該宣言是針對中國大陸政府就強制安裝過濾軟件的政策作出的回應。
7月1日，北京著名藝術家艾未未發起罷上網一日的活動，得到一些中產白領人士的響應及支持。

### 控告工信部長
中國政府取消強制安裝绿壩後，北京律師謝燕益入稟法院，控告工業和信息化部部長李毅中四項罪名，包括：侵犯公民通信自由（剝奪憲法保障人民的通信自由）、濫用職權、玩忽職守（破壞中國政府政治聲譽和社會和諧）、顛覆國家政權（違憲就是否定國家）。謝燕益認為，雖然工信部因國內外一致聲討而取消了強制安裝绿壩，但屬「未遂犯」，也是犯罪。檢察院將於15日內作出答覆。

## 软件的缺陷与问题

### 功能缺陷
|                              | 本产品可以过滤互联网上的不良信息，但不保证不良信息能完全被过滤，也不保证被过滤的信息完全是不良信息。 |
| ——綠壩－花季護航最终用户协议 | |

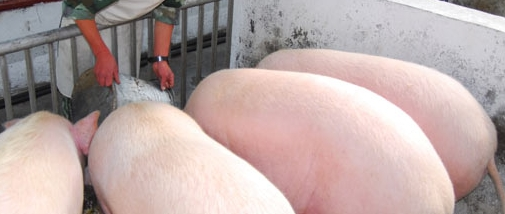
《綠壩·花季護航》透過分析肉色區域辨別色情圖片，引致此類含粉紅色豬隻成像的照片均會被屏蔽。

绿坝本身的缺陷招致了一些批评。《南方周末》的胡贲、郭仕鹏提到：绿坝的图片识别机制太过敏感，黄色区块较大的图片可能会被误判（譬如一些大頭照片，一些中國領導人的頭像照片也會被誤判，又例如《加菲猫：双猫记》的一幅海报），但如果是黑色、红色肤色的裸体图像则无法识别，同样的，一些网站也因为主色调与肤色相近而被错误屏蔽。绿坝只對Internet Explorer較有效，並不兼容Firefox、Google Chrome等瀏覽器，無法確認網址黑名單。此外，綠壩还視同性戀為不良信息；“良心”、“女士”、“中南海”、“良知”等詞被視為過濾關鍵詞；數學題裏有“玩摸球游戏”（其中“玩摸”为色情关键词）的字樣，網站刊載了人體藝術圖，同样會遭绿坝屏蔽；校園版綠壩嚴重影響網絡速度，號稱阻止學生接觸不良網站為名，卻又容許學生關閉；《工商时报》评论说，这样“更让人怀疑这套软件的真正用途”。

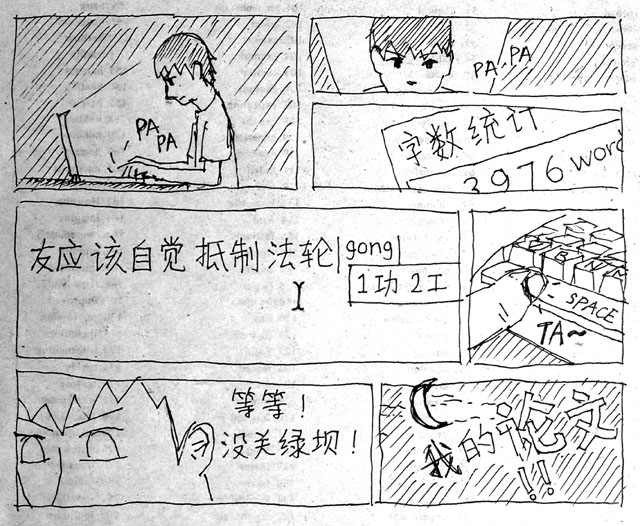
绿坝检测到“法轮功”关键字会将文本编辑器直接关闭。

開放網絡促進會（OpenNet Initiative）发表的一份评估报告认为，由于不透明的设计决策、自动的更新和配置，绿坝的屏蔽行为难以琢磨，有时会有提示，有时则没有；而且，绿坝会强制关闭有敏感詞的记事本和写字板。

### 安全漏洞
哈佛大学柏克曼互联网与社会中心的一名研究员毛向辉报告说，他们发现了一系列的软件漏洞，他称这些漏洞足以让黑客去“盗取人们的隐私信息”或“安装恶意脚本”。密歇根大学研究人员也於2009年6月11日发布了一份绿坝的分析报告，报告中指出了一些绿坝的安全隐患，包括一个可以被远程利用的栈溢出漏洞。也有黑客公布了利用该漏洞进行攻击的代码。反恶意软件网站360安全中心亦称其已验证了该安全漏洞，并已将验证方法报告给了中国政府的相关部门。
开发商郑州金惠计算机系统工程有限公司则表示软件存在漏洞在所难免。6月16日，工信部已责令绿坝开发商尽快修复软件存在的安全漏洞。

### 版权问题
2009年6月12日，过滤软件CyberSitter的开发公司固橡软件（Solid Oak Software, Inc.）报告说，绿坝不仅模仿了CyberSitter的用户界面，还盗用了CyberSitter的动态链接库（DLL），在其更新时甚至还需要访问CyberSitter的服务器。固橡软件创办人Brian Milburn说，他计划针对绿坝的开发商申请禁制令；但他承认，他对绿坝相關法令所知甚少。同时，密歇根大学发布的绿坝软件技術分析表示，绿坝包含以BSD許可證授權的圖像分析程式庫「OpenCV」，但绿坝沒有按照BSD許可證的條款作授權標示。
对于绿坝存在的抄袭争议，鄭州金惠予以否认，表示被指雷同的列表系由北京大正提供，并称密歇根大学对绿坝的反编译违法，因而计划提起诉讼。
2010年1月5日，CyberSitter公司正式向洛杉磯聯邦法院提請告訴，控告中國與預裝綠壩軟體的電腦製造商，剽竊其商業機密及侵害版權，要求22億美元賠償。

### 法律问题
2009年6月13日，《江西日报》主管、主辦的《新法制报》报道了工信部强行推广绿坝软件涉及的一系列法律程序问题和滥用行政职权问题。根据报道，其涉及问题包括：
1. 工信部未能提前召开听证会听取民众意见、咨询人民代表大会监督，本身不合国际通行做法。
2. 工信部以紧急通知方式招标，前后只有8天时间，且招投标未能由国家质量监督检验检疫总局参与作出评估报告，整个过程缺乏透明程序。
3. 工信部强制全国电脑用户使用绿坝，侵犯了成人用户的权利，滥用行政职权，违反《反不正当竞争法》和《反垄断法》规定。